# Liga de Voleibol Superior Femenino 1999
La Liga de Voleibol Superior Femenino 1999 si è svolta nel 1999: al torneo hanno partecipato 9 franchigie portoricane e la vittoria finale è andata per la prima volta alle Llaneras de Toa Baja.

## Regolamento
La competizione prevede che le nove squadre partecipanti si sfidino, per circa due mesi, senza un calendario rigido, fino a disputare ventiquattro partite ciascuna. Le prime sei classificate si classificano ai play-off scudetto: 
- ai quarti di finale le sei squadre qualificate vengono divise in due gironi col metodo della serpentina, disputando un doppio round-robin;
- le prime due classificate nei gironi dei quarti di finale si incrociano in semifinale, sfidandosi al meglio delle sette gare;
- le vincitrici delle semifinali accedono alla finale scudetto, che si gioca sempre al meglio delle sette gare.

## Squadre partecipanti
| - Capitanas de Arecibo - Chicas de San Juan - Conquistadoras de Guaynabo - Criollas de Caguas - Leonas de Ponce | - Llaneras de Toa Baja - Pinkin de Corozal - Vaqueras de Bayamón - Volleygirls de Guayanilla |

## Campionato

### Regular season

#### Classifica
| Pos. | Squadra                    | Pt    | G  | V  | P  | SV | SP | Ratio | PF | PS | Ratio |
| ---- | -------------------------- | ----- | -- | -- | -- | -- | -- | ----- | -- | -- | ----- |
| 1    | Criollas de Caguas         | 0.883 | 24 | 20 | 4  | -  | -  | -     | -  | -  | -     |
| 2    | Conquistadoras de Guaynabo | 0.708 | 24 | 17 | 7  | -  | -  | -     | -  | -  | -     |
| 3    | Vaqueras de Bayamón        | 0.667 | 24 | 16 | 8  | -  | -  | -     | -  | -  | -     |
| 4    | Llaneras de Toa Baja       | 0.667 | 24 | 16 | 8  | -  | -  | -     | -  | -  | -     |
| 5    | Pinkin de Corozal          | 0.542 | 24 | 13 | 11 | -  | -  | -     | -  | -  | -     |
| 6    | Capitanas de Arecibo       | 0.333 | 24 | 8  | 16 | -  | -  | -     | -  | -  | -     |
| 7    | Volleygirls de Guayanilla  | 0.250 | 24 | 6  | 18 | -  | -  | -     | -  | -  | -     |
| 8    | Leonas de Ponce            | 0.250 | 24 | 6  | 18 | -  | -  | -     | -  | -  | -     |
| 9    | Chicas de San Juan         | 0.250 | 24 | 6  | 18 | -  | -  | -     | -  | -  | -     |

| Ammesse ai play-off scudetto - Girone A | Ammesse ai play-off scudetto - Girone B |

## Classifica finale
| Pos | Squadra                    |
| --- | -------------------------- |
| 1   | Llaneras de Toa Baja       |
| 2   | Criollas de Caguas         |
| 3   | Conquistadoras de Guaynabo |
| 4   | Vaqueras de Bayamón        |
| 5   | Pinkin de Corozal          |
| 6   | Capitanas de Arecibo       |
| 7   | Volleygirls de Guayanilla  |
| 8   | Leonas de Ponce            |
| 9   | Chicas de San Juan         |

## Premi individuali
| Premio                   | Giocatrice                     | Squadra                              |
| ------------------------ | ------------------------------ | ------------------------------------ |
| MVP della Regular Season | Eva Cruz                       | Conquistadoras de Guaynabo           |
| MVP delle finali         | Áurea Cruz                     | Llaneras de Toa Baja                 |
| MVP dello All-Star Game  | Elaine López                   | Capitanas de Arecibo                 |
| Miglior palleggiatrice   | Doris Torresola Lilibeth Rojas | Criollas de Caguas Pinkin de Corozal |
| Miglior libero           | Lourdes Isern                  | Vaqueras de Bayamón                  |
| Miglior esordiente       | Carol Rodriguez                | Pinkin de Corozal                    |
| Rising star              | Viviana Medina                 | Conquistadoras de Guaynabo           |
| Miglior allenatore       | Saturnino Angulo               | Vaqueras de Bayamón                  |
| All-Star Team            | Doris Torresola                | Criollas de Caguas                   |
| All-Star Team            | Áurea Cruz                     | Llaneras de Toa Baja                 |
| All-Star Team            | Elaine López                   | Capitanas de Arecibo                 |
| All-Star Team            | Eva Cruz                       | Conquistadoras de Guaynabo           |
| All-Star Team            | Michelle Maltes                | Leonas de Ponce                      |
| All-Star Team            | Lilliana Denoon                | Criollas de Caguas                   |
| Offensive Team           | Eva Cruz                       | Conquistadoras de Guaynabo           |
| Offensive Team           | Lilliana Denoon                | Criollas de Caguas                   |
| Offensive Team           | Elaine López                   | Capitanas de Arecibo                 |
| Offensive Team           | Áurea Cruz                     | Llaneras de Toa Baja                 |
| Offensive Team           | Anivette Rodríguez             | Vaqueras de Bayamón                  |
| Offensive Team           | Yanira Santiago                | Criollas de Caguas                   |